# Club Voleibol Oviedo
El Club Voleibol Oviedo es un equipo de voleibol de la ciudad de Oviedo (Asturias) España.

## Historia
Fue fundado en 1991 por José Fernando Cossío y Juan Carlos González.

## Instalaciones
Desde 2003 el equipo juega sus partidos como local en el Polideportivo de Colloto, que cuenta con capacidad para 500 espectadores. Anteriormente pasó por varias sedes: el Orfanato Minero, el Polideportivo de Otero y el Polideportivo de Pumarín.